# 15-ös busz (Budapest)
A budapesti 15-ös jelzésű autóbusz a Boráros tér és a Gyöngyösi utca metróállomás között közlekedik. Budapest belvárosának egyik legfontosabb vonala, érinti az összes metróvonalat és három (Fővám téri, Lehel téri, Hold utcai) vásárcsarnokot.
A 15-ösön 2008-ig mindig a (Budapesten) legújabb buszok közlekedtek. Ezen a vonalon jelentek meg először az új kialakítású „kockabuszok” (Ikarus 260), az IK-415-ösök, valamint az alacsony padlós IK-412-es buszok is. A vonalat a Budapesti Közlekedési Zrt. üzemelteti.

## Története
1928. február 15-én indult el a 15-ös autóbuszjárat a BART első járataként. A Boráros tértől a Ráday utcán és a Belvároson át a Csanády utcáig közlekedtek. 1929. június 18-tól már a Ferdinánd (Lehel) térig közlekedett. 1931-ben  megszüntették a belső-Lipótváros – Erzsébet tér – Bálvány (Október 6.) utca – Hold utca – Szemere utca villamos-vonalat, így a 15-ös busz a Boráros tér – Ráday utca – Kálvin tér – Ferenciek tere – Petőfi Sándor utca – Erzsébet tér – Szabadság tér – Alkotmány utca – Szemere utca – Csanády utca útvonalon közlekedett ezután, majd 1933. december 15-én a 48-as villamosjárat megszüntetése miatt ismét módosult a 15-ös autóbusz belvárosi vonala.
1944-ben a 15-ös autóbuszjárat (Budapest ostroma miatt) megszűnt, majd 1946. december 9-én újraindult, és 1948. szeptember 6-tól már betétjárata is járt, 15A jelzéssel a Ferenciek tere és a Szent István körút között. 1954. október 25-étől a 15-ös buszok a belső szakaszon mindkét irányban a Honvéd utca – Szabadság tér – Október 6. utca – Engels (ma Erzsébet) tér – Harmincad utca útvonalon közlekedtek.
1983. január 25-étől az új Boráros téri autóbusz-végállomásról indultak a buszok, de május 17-én átrakták a Közraktár utcában kialakított végállomásra.
1988. május 16-ától a 15A busz már az Arany János utcai metróállomás és a Dimitrov (Fővám) tér között közlekedtek, majd 1993. december 31-én megszüntették.
2008. június 21-étől a buszjárat útvonalát módosították: A Nádor utca helyett az Arany János utca – Hercegprímás utca – Hold utca – Báthory utca útvonalon jut el a Kossuth Lajos térre. Szeptember 6-ától hétvégenként a 15-ös helyett a 115-ös buszok közlekedtek a Boráros tér és az Árpád híd metróállomás (ma Göncz Árpád városközpont) között (ezzel a 133-as buszt is pótolva, mely ekkor szintén nem közlekedik). A 15-ös busz 2009. július 1-jétől hétköznapokon csak este 8 óráig jár, majd üzemzárásig a 115-ös buszok közlekedtek.
2013. november 9-étől a 15-ös autóbusz teljes üzemidőben, meghosszabbított útvonalon az Árpád hídig közlekedett, a 115-ös és a 133-as autóbusz pedig beleolvadt az új 15-ös autóbuszba.
2014. május 17-étől a 15-ös busz vonalát meghosszabbították a Gyöngyösi utcáig, az Árpád híd felé kimaradó szakaszon az újraindított 115-ös busz közlekedett.
2016. június 4. és 12. között ezen a vonalon közlekedett egy Mercedes Citaro NGT, június 17. és 30. között közlekedett egy VDL Citea LLE 120 is, majd 2018 januárjában Golden Dragon XML6125CLE típusú teljesen elektromos tesztbusz.
2023. március 18-án útvonala Angyalföld felé módosult, a buszok a Bakáts utca – Lónyay utca helyett a Közraktár utca – Fővám tér – Vámház körúton át közlekednek, és megállnak a Boráros tér (Közraktár utca), Zsil utca, Czuczor utca, Fővám tér megállóhelyeken is. A korábbi útvonalán található Lónyay utca, Czuczor utca, Török Pál utca megállóhelyek megszűntek. Útvonala a Boráros tér irányába is egyszerűsödött, a Lehel utca – Bulcsú utca – Lehel tér helyett a Váci úton halad majd. A 115-ös busz megszűnésével együtt a 15-ös buszok gyakrabban indulnak, a vonal északi végén sűrűbb szolgáltatást biztosítva.

## Útvonala
| Boráros tér felé |
| Gyöngyösi utca M vá. – Gyöngyösi utca – Madarász Viktor utca – Babér utca – Váci út – Csavargyár utca – Cserhalom utca – Vizafogó utca – Népfürdő utca – Dráva utca – Pannónia utca – Gogol utca – Váci út – Victor Hugo utca – Pannónia utca – Honvéd utca – Báthory utca – Vértanúk tere – Nádor utca – József nádor tér – Wekerle Sándor utca – Apáczai Csere János utca – Petőfi tér – Belgrád rakpart – Fővám tér – Vámház körút – Kálvin tér – Üllői út – Kinizsi utca – Közraktár utca – Boráros tér H vá.                                                                                     |
| Gyöngyösi utca felé |
| Boráros tér H vá. – Boráros tér – Közraktár utca – Fővám tér – Vámház körút – Kálvin tér – Kecskeméti utca – Ferenciek tere – Petőfi Sándor utca – Szervita tér – Bécsi utca – Erzsébet tér – József Attila utca – Bajcsy-Zsilinszky út – Podmaniczky Frigyes tér – Bank utca – Hold utca – Báthory utca – Kozma Ferenc utca – Kálmán Imre utca – Szemere utca – Hegedűs Gyula utca – Csanády utca – Lehel utca – Lehel tér – Victor Hugo utca – Hegedűs Gyula utca – Dráva utca – Népfürdő utca – Vizafogó utca – Cserhalom utca – Csavargyár utca – Váci út – Gyöngyösi utca – Gyöngyösi utca M vá. |

## Megállóhelyei
| 0  | Boráros tér H végállomás         | 48 | 2, 2B, 4, 6, 23 54, 55, 212, 212A, 212B, 223E, 224, 224E, 255E | HÉV-állomás, autóbusz-állomás, Petőfi híd, Ibis Styles Budapest City Hotel, Duna Ház Bevásárlóközpont |
| 0  | Boráros tér H (Közraktár utca)   | ∫  |                                                                | |
| 1  | Zsil utca                        | 46 | 2, 2B, 23                                                      | |
| ∫  | Közraktár utca                   | 44 | 83                                                             | |
| ∫  | Ráday utca                       | 42 | 83                                                             | |
| ∫  | Köztelek utca                    | 41 | 83                                                             | |
| 2  | Czuczor utca                     | ∫  | 83                                                             | |
| 3  | Fővám tér M                      | ∫  | 2, 2B, 23, 47, 48, 49 83                                       | Szabadság híd, Metróállomás, Központi Vásárcsarnok, Fővámház (Budapesti Corvinus Egyetem főépület)    |
| 6  | Kálvin tér M                     | 40 | 47, 48, 49 72, 83 9, 100E                                      | Metróállomás                                                                                          |
| ∫  | Fővám tér M                      | 38 | 2, 2B, 23, 47, 48, 49 83                                       | Szabadság híd, Metróállomás, Központi Vásárcsarnok, Fővámház (Budapesti Corvinus Egyetem főépület)    |
| 8  | Ferenciek tere M                 | ∫  | 5, 7, 8E, 107, 108E, 110, 112, 133E                            | Metróállomás                                                                                          |
| ∫  | Március 15. tér                  | 35 | 2, 2B, 23 5, 7, 8E, 107, 108E, 110, 112, 133E                  | Erzsébet híd                                                                                          |
| 10 | Szervita tér                     | ∫  |                                                                | |
| ∫  | Petőfi tér                       | 34 |                                                                | Petőfi téri ortodox székesegyház                                                                      |
| 12 | Erzsébet tér                     | ∫  | 16, 105, 178, 210, 210B, 216                                   | V. kerületi Önkormányzat, Okmányiroda                                                                 |
| ∫  | Dorottya utca (Vörösmarty tér M) | 32 |                                                                | Metróállomás, Pénzügyminisztérium, Pesti Vigadó                                                       |
| ∫  | Zrínyi utca                      | 30 | 16, 105, 178, 210, 210B, 216                                   | Belügyminisztérium, Szent István-bazilika                                                             |
| 14 | Szent István Bazilika            | ∫  | 72 105, 210, 210B                                              | Szent István-bazilika                                                                                 |
| 15 | Arany János utca M               | ∫  | 72 9                                                           | Metróállomás                                                                                          |
| 16 | Hold utca (Belvárosi piac)       | ∫  |                                                                | Hold utcai vásárcsarnok, Batthyány-örökmécses                                                         |
| ∫  | Széchenyi utca                   | 28 |                                                                | |
| 17 | Kossuth Lajos tér M              | 27 | 2, 2B, 23 70, 78                                               | Metróállomás, Országház, Vidékfejlesztési Minisztérium                                                |
| 18 | Szemere utca                     | ∫  |                                                                | |
| 20 | Markó utca                       | 25 |                                                                | Fővárosi Bíróság                                                                                      |
| 23 | Szent István körút               | 24 | 4, 6 9, 26, 91, 191, 226, 291                                  | |
| 24 | Radnóti Miklós utca              | 21 |                                                                | |
| 26 | Csanády utca (Lehel tér M)       | ∫  | 76                                                             | |
| ∫  | Victor Hugo utca                 | 19 | 76                                                             | |
| 28 | Lehel tér M                      | 17 | 14 73, 76                                                      | Metróállomás, Lehel Csarnok                                                                           |
| 30 | Victor Hugo utca                 | ∫  | 76                                                             | |
| ∫  | Lehel tér M (Gogol utca)         | 15 |                                                                | |
| 31 | Gogol utca                       | 14 |                                                                | |
| 32 | Tisza utca                       | 13 |                                                                | |
| 34 | Dráva utca                       | 12 | 75, 79                                                         | |
| 35 | Viza utca                        | 10 | 79                                                             | |
| 36 | Sporttelep                       | 9  | 79                                                             | |
| 37 | Népfürdő utca / Árpád híd        | 8  | 1, 1A 26, 34, 106 79                                           | |
| 38 | Dagály fürdő                     | 6  |                                                                | Duna Aréna                                                                                            |
| 40 | Cserhalom utca                   | ∫  |                                                                | |
| 41 | Úszódaru utca                    | 4  |                                                                | |
| 43 | Fiastyúk utca                    | 3  |                                                                | |
| 44 | Gyöngyösi utca M végállomás      | 0  | 105, 210, 210B                                                 | Metróállomás, Duna Plaza, Madarász utcai Gyermekkórház, Szcientológia Egyház Budapest                 |

## Képgaléria

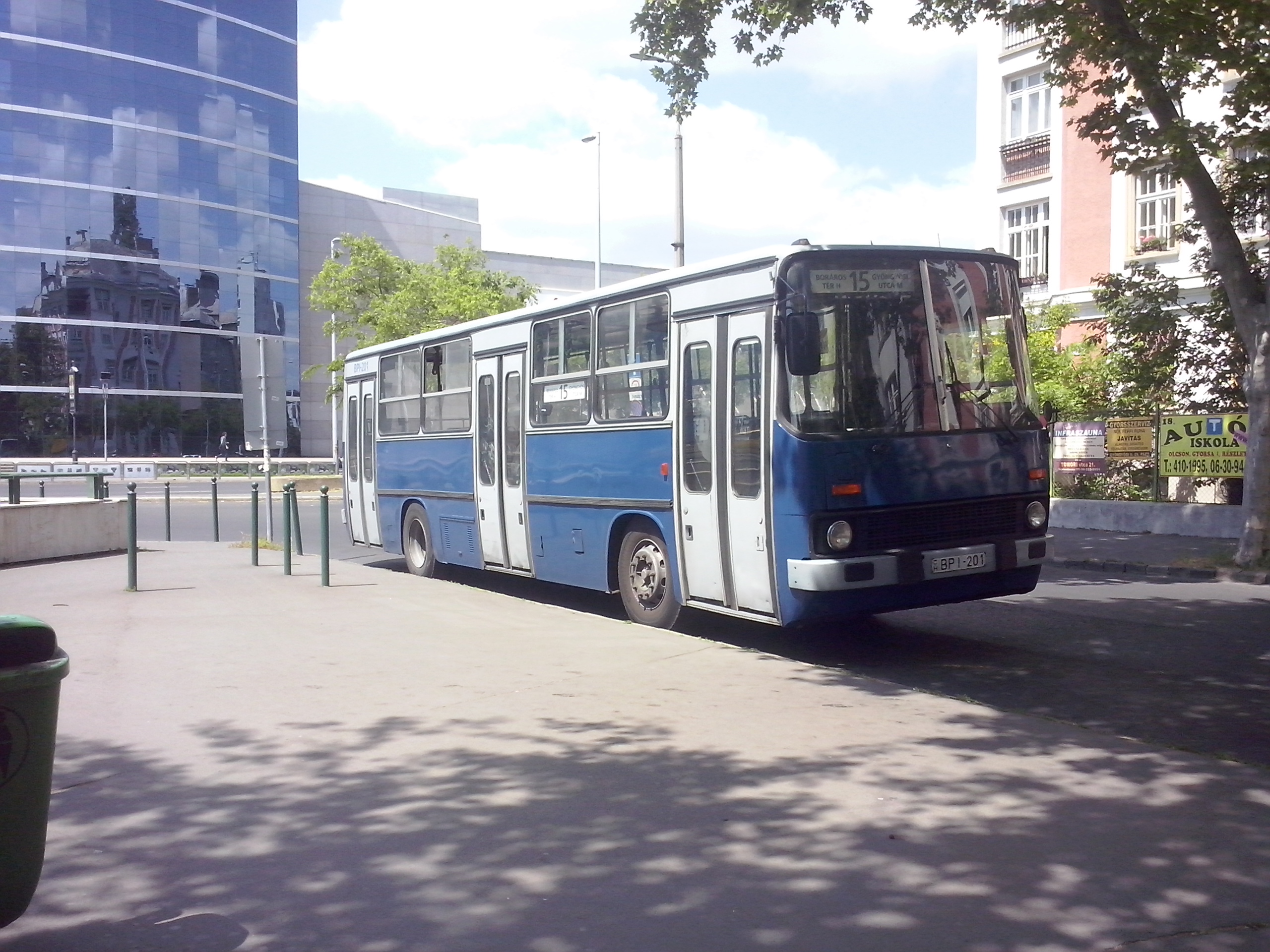
Ikarus 260-as a Gyöngyösi utca végállomáson
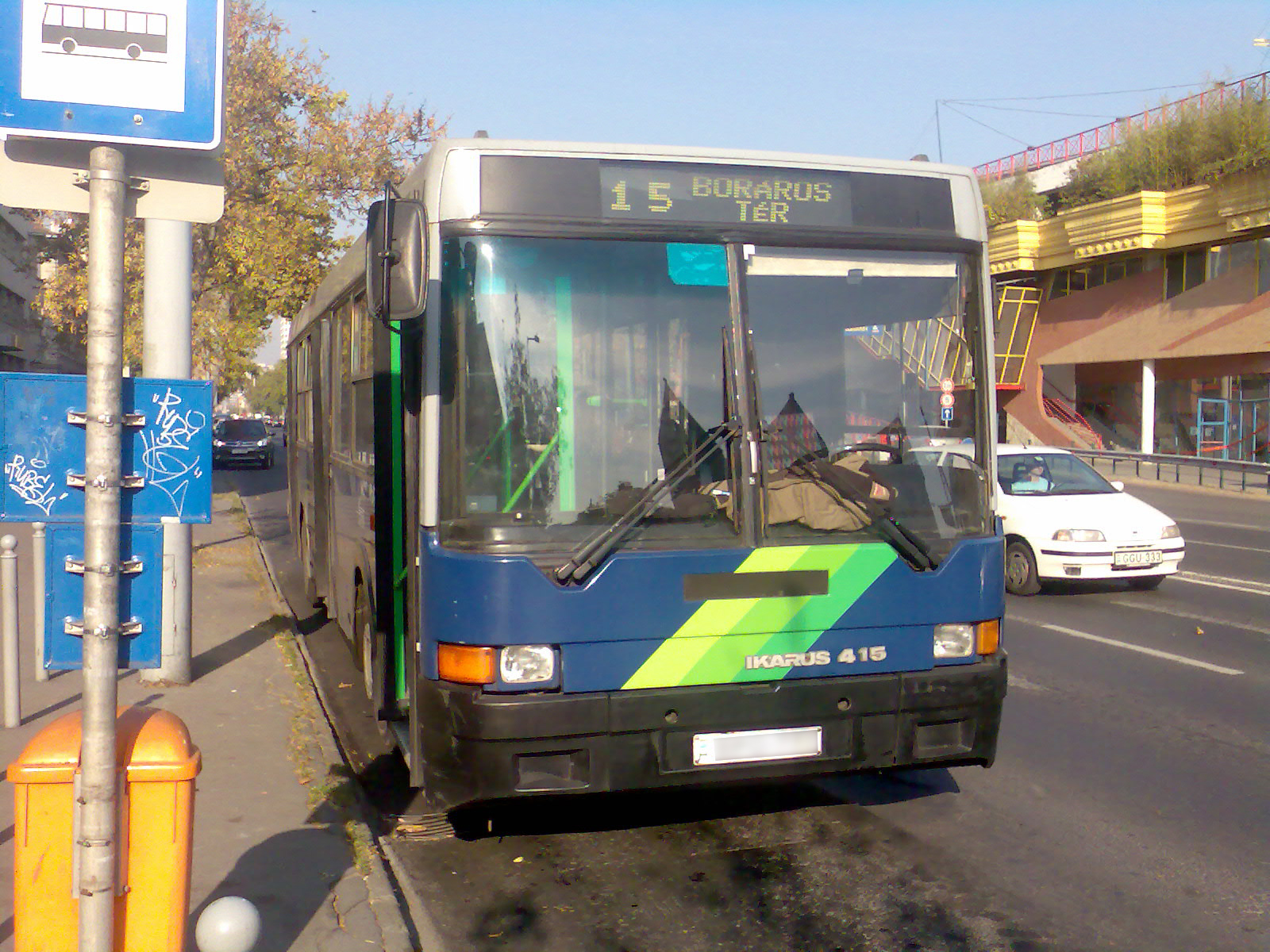
Ikarus 415-ös a Lehel téren
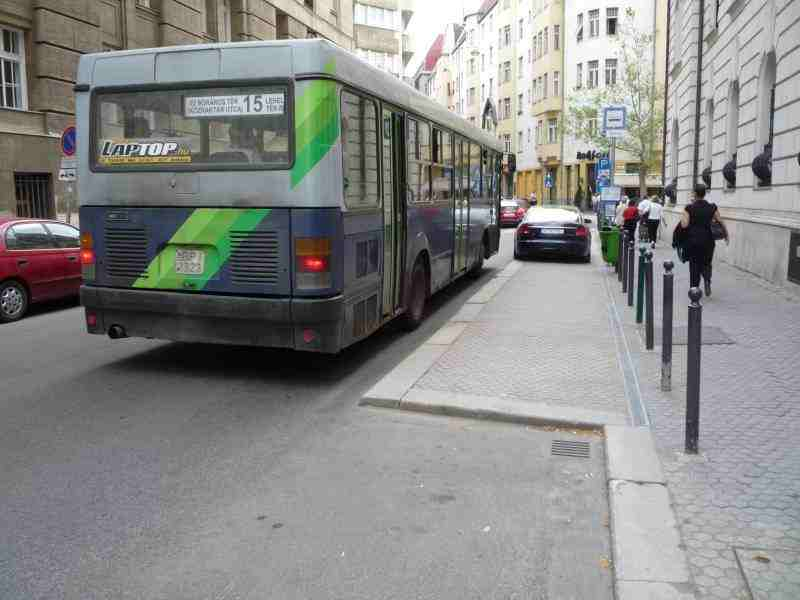
Ikarus 415-ös a Honvéd utcában